# Llanolebias stellifer
Llanolebias stellifer, vrsta malene slatkovodne ribe u bazenu rijeke Orinoco u južnoj Americi. Ime joj dolazi po ravnicama llanos u Venezueli i grčke riječi 'Lebia' = 'malena riba'.
L. stellifer naraste do svega 7.5 cm a živi i hrani se pri dnu. Prvi su je opisali Thomerson i Turner in 1973 i smjestili u rod Rivulus. pripada porodici Rivulidae, red Cyprinodontiformes.
Uzgaja se i po akvarijima.